# 小牧線
小牧線（日语：／ Komaki sen */?）是一條連結日本愛知縣名古屋市北區的上飯田站，途經春日井市、小牧市至犬山市的犬山站，屬於名古屋鐵道的鐵路線。

## 概要

### 路線資料
- 管轄、路線距離（營業距離）：全長20.6公里
  - 名古屋鐵道（第二種鐵道事業者）、上飯田連絡線（第三種鐵道事業者）：
    - 上飯田站－味鋺站間 2.3公里

  - 名古屋鐵道（第一種鐵道事業者）：
    - 味鋺站－犬山站間 18.3公里
- 軌距：1067毫米
- 站數：14個（包括起終點站）
- 複線路段：上飯田站－小牧站間
- 電氣化路段：全線（直流1500V）
- 閉塞方式：車內信號式（上飯田站－味鋺站間）、自動閉塞式（味鋺站－犬山站間）
  - 上飯田站－味鋺站間是名鐵唯一設置ATC的路段。
- 可交會車站：田縣神社前站、樂田站、五郎丸信號場
- 最高速度：75公里/小時（上飯田站－味鋺站間）、95公里/小時（味鋺站－犬山站間）
- 最小曲線半徑：300公尺（味美站－春日井站間）
- 最大坡度：33‰（味鋺站附近）

## 車站列表
- 所有車站都位於愛知縣。
- 只限普通列車運行。全列車都是各站停車。
- 軌道… ｜：單線路段 ◇：單線路段的可交會車站、信號場 ∧：此起往下為複線 ∥：複線路段 ∨：此起往下為單線

| 車站編號                                 | 中文站名     | 日文站名 | 英文站名 | 站間距離 | 營業距離 | 接續路線                           | 軌道 | 所在地        |
| ---------------------------------------- | ------------ | -------- | -------- | -------- | -------- | ---------------------------------- | ---- | ------------- |
| 直通運行名古屋市營地下鐵上飯田線平安通站 |              |          |          |          |          |                                    |      |               |
| KM13                                     | 上飯田       |          |          | -        | 0.0      | 名古屋市營地下鐵： 上飯田線（K01） | ∥    | 名古屋市 北區 |
| KM12                                     | 味鋺         |          |          | 2.3      | 2.3      |                                    | ∥    | 名古屋市 北區 |
| KM11                                     | 味美         |          |          | 1.4      | 3.7      |                                    | ∥    | 春日井市      |
| KM10                                     | 春日井       |          |          | 1.7      | 5.4      |                                    | ∥    | 春日井市      |
| KM09                                     | 牛山         |          |          | 1.5      | 6.9      |                                    | ∥    | 春日井市      |
| KM08                                     | 間內         |          |          | 0.9      | 7.8      |                                    | ∥    | 春日井市      |
| KM07                                     | 小牧口       |          |          | 1.2      | 9.0      |                                    | ∥    | 小牧市        |
| KM06                                     | 小牧         |          |          | 0.8      | 9.8      |                                    | ∨    | 小牧市        |
| KM05                                     | 小牧原       |          |          | 1.5      | 11.3     |                                    | ｜   | 小牧市        |
| KM04                                     | 味岡         |          |          | 1.1      | 12.4     |                                    | ｜   | 小牧市        |
| KM03                                     | 田縣神社前   |          |          | 0.9      | 13.3     |                                    | ◇    | 小牧市        |
| KM02                                     | 樂田         |          |          | 1.6      | 14.9     |                                    | ◇    | 犬山市        |
| KM01                                     | 羽黑         |          |          | 2.3      | 17.2     |                                    | ｜   | 犬山市        |
|                                          | 五郎丸信號場 |          | /        | -        | (18.9)   |                                    | ◇    | 犬山市        |
| IY15                                     | 犬山         |          |          | 3.4      | 20.6     | 名古屋鐵道： 犬山線、 廣見線       | ∧    | 犬山市        |

1. 1 2 3 4
2. ↑  上飯田－味鋺間通過名古屋市守山區，但沒有現存車站。

### 廢站
- 瀨古站（日语：瀬古駅）（上飯田站 - 味鋺站之間）1942年4月1日廢除。
- 春日井口站（日语：春日井口駅）（味美站 - 春日井站之間）1944年暫停營業，1969年4月5日廢除。
- 豐山站（日语：豊山駅）（春日井站 - 牛山站之間）1968年10月1日廢除。貨運車站。
- 上新町站（日语：上新町駅）（小牧站 - 小牧原站之間）1944年暫停營業，1969年4月5日廢除。
- 樂田原站（日语：楽田原駅）（樂田站 - 羽黑站之間）1944年暫停營業，1969年4月5日廢除。
- 五郎丸站（日语：五郎丸駅 (愛知県)）（暫停營業時是在羽黑站 - 東犬山站之間）1944年暫停營業，1969年4月5日廢除。
- 東犬山站（五郎丸站 - 犬山站之間）隨著廣見線的起點站改為犬山站，此站於1946年3月1日廢除。

### 過去接續路線
- 味鋺站：名鐵勝川線 … 1937年2月1日廢除。
- 小牧站：
  - 名鐵岩倉支線 … 1964年4月25日廢除。
  - 桃花台新交通桃花台線 … 2006年10月1日廢除。
- 小牧原站：桃花台新交通桃花台線 … 2006年10月1日廢除。
- 東犬山站（廢除）：名鐵廣見線 … 隨著廣見線的起點站改為犬山站，在1946年3月1日，犬山口站至富岡前站之間廢除。東犬山站也同時廢除。

## 外部連結
- 小牧线线路图 — 在OpenStreetMap